# 米罗斯拉夫·久基奇
米罗斯拉夫·久基奇（1966年2月19日—）是塞爾維亞前足球運動員，司職清道夫，退役後擔任教練，最後執教西班牙足球乙级联赛球會希洪。
他的球員生涯中共在西班牙渡過14個年頭，曾先後效力拉科鲁尼亚和華倫西亞等西甲勁旅，共為兩個球會上陣368場聯賽，射進11球，獲得6項錦標。
他也曾是塞爾維亞國家足球隊的成員，代表國家參與1998年世界盃和2000年歐洲國家盃。

## 榮譽

### 球員時期
- 拉科鲁尼亚
  - 西班牙盃冠軍（1次）
    - 1994/95

  - 西班牙超級盃冠軍（1次）
    - 1995

- 華倫西亞
  - 西班牙足球甲級聯賽冠軍（1次）
    - 2001/02

  - 西班牙盃冠軍（1次）
    - 1998/99

  - 西班牙超級盃冠軍（1次）
    - 1999
- 歐洲足協圖圖盃冠軍（1次）
  -     - 1998

### 執教時期
塞爾維亞U21
- 歐洲U-21足球錦標賽：亞軍 2007年

游擊隊
- 塞尔维亚杯：冠軍 2017/2018

## 外部連結
- Valladolid official profile （西班牙文）
- BDFutbol球員檔案 （页面存档备份，存于） （英文）
- BDFutbol教練檔案 （页面存档备份，存于） （英文）
- 拉科魯尼亞紀錄 （页面存档备份，存于） （英文）
- （页面存档备份，存于） （塞爾維亞文）
- 米罗斯拉夫·久基奇在 National-Football-Teams.com 上的出场纪录
- 米罗斯拉夫·久基奇 – FIFA國際賽競賽紀錄 (存檔) （英文）
- Transfermarkt檔案 （英文）

| 獎項                     | 獎項                        | 獎項                       |
| ------------------------ | --------------------------- | -------------------------- |
| 前任： 留比萨·图巴科维奇 | 塞爾維亞年度最佳教練 2007年 | 繼任： 斯拉维萨·约卡诺维奇 |